# AOL Active Virus Shield
AOL Active Virus Shield是AOL推出的一款免费的杀毒软件。软件程序实际上是卡巴斯基杀毒软件 6.0 个人版的 OEM 简化版本（出处）。在注册页面（页面存档备份，存于）注册后，注册者将通过电子邮件收到激活码，并凭此激活码免费使用AOL Active Virus Shield一年。
2007年8月2日後AOL停止提供免費版本之AOL ACtive Virus Shield，改為提供McAfee Virus Scan Plus-Special edition。